# نهر جولبي دي مارادي
جولبي دي مارادي هو نهر في وسط الجنوب النيجر ووسط الشمال نيجيريا. ينبع قرب كاتاسينا في نيجيريا، ويصبّ في نهر ريما. يجري نهر جولبي دي مارادي علي بعد ثلاثين ميلاً من الحدود النيجرية النيجيرية. بالرغم من أهميته للري والزراعة ومروره بمدن نيجيرية مثل مارادي وجودان روميدجي ومادارونفا، إلا أنه نهر موسمي لا يجري إلا في الفصول الممطرة.
‌